# 摩纳哥蒙特卡洛站
摩纳哥蒙特卡洛站（法語：Gare de Monaco-Monte-Carlo）是摩納哥大公國唯一的鐵路車站，位于马赛－文蒂米利亚铁路线上。该车站建于1867年，1999年彻底重建。由於摩纳哥没有自己的铁路公司，因此該車站由法国国铁SNCF运营。
本站有法国国铁运营的TER普罗旺斯-阿尔卑斯-蔚蓝海岸大区公共交通列车（TER PACA）停靠，往来格拉斯、戛纳和尼斯城到文蒂米利亚。本站在F-1摩纳哥大奖赛期间会出现客流高峰。本站在2007年前曾为蓝色列车的中途站之一，2007-2020年曾有TGV列车停靠。